# Середній Бурлук (річка)
Середній Бурлук — річка в Шевченківській селищній громаді, Куп'янського району, Чкалоській та Печенізькій селищних громадах Чугуївського району Харківської області. Права притока Великого Бурлуку.

## Опис
Довжина 18 км., похил річки — 2,1 м/км. Формується з декількох безіменних струмків та водойм. Площа басейну 93 км².
У деяких джерелах зазначена як ліва притока Сіверського Дінця.

## Розташування
Середній Бурлук бере початок на півдні від села Великі Хутори. Тече переважно на північний захід через село Юрченкове та в межах села Приморське. Впадає у річку Великий Бурлук, ліву притоку Сіверського Донця.

## Притоки
Від витоку до гирла:
- Яр Гужин (Жуківка) - один із витоків у Шевченківській громаді. Протікає через село Журавка[1][2]
- Яр Бугаїв - один із витоків, ліва притока у Шевченківській громаді, впадає західніше села Журавка[1][3]
- Яр Крутий - один із витоків, права притока у Шевченківській громаді. Бере початок на півдні від села Великі Хутори, тече переважно на захід і впадає у Середній Бурлук на заході від села Журавка.[1][2]
- Яр Ракова - ліва притока у шевченківській громаді, протікає через село Лелюківка[1][4]
- Балка Великохуторянська - права притока у Шевченківській і Чкаловській громадах. Бере початок у селі Великі Хутори, тече переважно на захід і впадає у Середній Бурлук на південно-східній околиці села Юрченкове.[1][5]
  - Яр Довгий - ліва притока балки Великохуторянської, впадає на південно-східній околиці села Юрченкове.[1][6]
  - Балка Московка - ліва притока балки Великохуторянської, впадає на сході від села Юрченкове.[1][7]
- Сухий Бурлук - права притока

Інші притоки (точне розташування не вказане): Кравченкова з правою притокою Балка, Мусорова (праві)